# 1513 Матра
1513 Матра (1513 Mátra) — астероїд головного поясу, відкритий 10 березня 1940 року.
Тіссеранів параметр щодо Юпітера — 3,662.